# Nummerplade
 Der er for få eller ingen kildehenvisninger i denne artikel, hvilket er et problem. Du kan hjælpe ved at angive troværdige kilder til de påstande, som fremføres i artiklen.

En nummerplade er en en plade med en kombination af cifre og evt. bogstaver som tjener til identifikation af en genstand. Alle biler og andre motorkøretøjer skal være registreret og forsynet med nummerplade. Oftest bruges nummerplade i forbindelse med myndighedernes registrering af køretøjer. Nummerpladen viser køretøjets registreringsnummer og er som regel lavet af metal eller plastic. Nummerpladen kan være forsynet med prægede tegn, eller tegnene kan være malet, klæbet eller hæftet på pladen. Nogle køretøjstyper, herunder bil, kræver de fleste steder to nummerplader, en foran og en bagpå, mens andre køretøjstyper kun skal have én nummerplade. 
De fleste lande har et nummerpladesystem som dækker hele landet, evt. med mulighed for at stedfæste køretøjet til en bestemt del af landet.
I nogle lande, bl.a. USA, Canada og Australien er der dog aldrig indført et nationalt registreringssystem, og hver delstat eller provins udsteder sine helt egne nummerplader.
I Europa er nummerpladerne som regel aflange med alle tegn på én linje med dimensioner der ikke overstiger 52 x 12 cm. En typisk dansk plade er 50,2 x 12,0 cm. Der er dog i de fleste europæiske lande mulighed for nummerplader med tegnene fordelt på to linjer med dimensioner op til 34 x 24 cm. I de fleste lande i Nord- og Sydamerika anvendes nummerplader af størrelsen 30 x 15 cm med tegnene på én række og statsnavn, delstatsnavn, årstal eller andet med små tegn over og/eller under registreringsnummeret. Motorcykler har de fleste steder nummerplader som er mindre end ovenstående mål. I Europa har motorcykler normalt ikke nummerplader større end 28 x 21 cm.
I en del lande (men ikke i Danmark) sætter man "kontrolmærker" på nummerpladerne for at vise at der er betalt ejerafgift eller tilsvarende for en periode. I mange lande, især i Europa, anvendes nummerplader med enten eget flag eller – for EU-medlemslande – EU-symbol med landets internationale kendingsbogstaver nedenunder.

## Historie
I de fleste industrialiserede lande begyndte man at registrere motorkøretøjer de sidste år i 1800-tallet eller de første år i 1900-tallet. De tidligste nummerplader var simple, og ofte var systemet begrænset til en by eller en andet begrænset del af et land. Numrene bestod i begyndelsen som regel udelukkende af et løbenummer, eller et provinsbogstav eller lignende og et løbenummer. Mange steder kunne man i begyndelsen selv fremstille sin nummerplade eller male nummeret direkte på køretøjet. Efterhånden som bilmængden steg, blev der i de fleste lande indført mere komplicerede nummersystemer med flere bogstav- og talgrupper.

### Indregistrering
Indregistrering er den administrative proces, hvor en bil får tildelt et registreringsnummer, som kommer til at fremgå af dens nummerplader og papirer. I forbindelse med indregistrering betaler man i Danmark en registreringsafgift.

## Danske nummerplader
I Danmark er nummerpladerne til køretøjer opbygget med to bogstaver og tre til fem cifre. Undtaget er dog de såkaldte ønskenummerplader hvor man kan bestille en valgfri kombination af fra to til syv cifre og/eller bogstaver, så længe det ikke vurderes som anstødeligt.
På almindelige nummerplader anvendes bogstaverne I, Q, Æ, Ø og Å ikke. Bogstavet O bruges kun som første bogstav i en kombination. En række bogstavkombinationer vurderes som uhensigtsmæssige og overspringes: BH, BU, CC, CD, DK, DU, EU, KZ, MU, PU, PY, SS, UD, UN og VC. Ligeledes overspringes over 100 bogstavkombinationer som blev anvendt i de enkelte politikredse før Centralregisteret for Motorkøretøjer overtog registreringen i slutningen af 1960'erne.
Ved indførelsen af de digitale register i 2011 starter man dog forfra med AA og da vil alle bogstav-nummer der har været ledige i mindst 12 år, blive genbrugt, idet de nævnte uheldige bogstavskombinationer stadig overspringes.
Fra oktober 2009 kan køretøjsejere vælge imellem nummerplader med EU-symbol og danske kendingsbogstaver, såkaldte EU-nummerplader, og almindelige nummerplader.
Numrene på nummerplader op til man startede forfra i 2011, var inddelt i nummerserier efter køretøjets anvendelse og art. I nedenstående tabel fremgår de aktuelle nummerserier for danske motorkøretøjer fra 1976 til 2011. Restpartier af disse serier er udleveret frem til i hvert fald 2022, sideløbende med de nye serier hvor der ikke benyttes faste intervaller. Før 1976 benyttedes flere andre systemer til serieinddeling, både på landsplan og lokalt i politikredsene. 
| Nummerserie          | Anvendelse                                                      |
| -------------------- | --------------------------------------------------------------- |
| 001-699              | Store knallerter (45-knallerter)                                |
| 700-999              | Registrerede traktorer                                          |
| 10 00-29 99          | Påhængsredskaber, herunder campingvogne                         |
| 30 00-49 99          | Udgået, bogstavkombinationer opbrugt                            |
| 50 00-53 99          | Faste prøveskilte, biler                                        |
| 54 00-54 99          | Faste prøveskilte, motorcykler                                  |
| 55 00-99 99 (til UZ) | Påhængsvogne, herunder sættevogne                               |
| 5 500-9 999 (fra VB) | Små knallerter (30-knallerter)                                  |
| 10 000-18 999        | Motorcykler                                                     |
| 19 000-19 499        | Godkendte traktorer                                             |
| 19 500-19 999        | Varemotorcykler                                                 |
| 20 000-59 999        | Personbiler mv.                                                 |
| 60 000-75 999        | Personbiler mv. med kvadratisk bagnummerplade                   |
| 76 000-76 999        | Diplomatbiler, diplomater                                       |
| 77 000-77 999        | Diplomatbiler, internationale organisationer mv.                |
| 78 000-87 999        | Vare- og lastbiler m. kvadratisk bagnummerplade                 |
| 88 000-97 999        | Vare- og lastbiler                                              |
| 98 000-99 699        | Taxier, udlejningslimousiner mv.                                |
| 99 700-99 999        | Taxier, udlejningslimousiner mv. med kvadratisk bagnummerplader |

### Farver
Nummerpladerne i Danmark ses i syv farver:
1. Sort med hvide tegn blev brugt indtil 1976, men produceres ikke længere. Køretøjer registreret første gang før 1. april 1976 kan dog få tidstypiske nummerplader.
2. Hvid med sorte tegn bruges til privatkøretøjer, taxier, visse busser, visse tjenestekøretøjer, visse traktorer og påhængsredskaber (herunder campingvogne).
3. Gul med sorte tegn bruges af de fleste erhvervskøretøjer, dog ikke taxier og rustvogne. Gule nummerplader bruges også til påhængsvogne beregnet til godstransport samt af små knallerter (30-knallerter).
4. Gul og hvid med sorte tegn bruges af erhvervskøretøjer der kan køres privat, siden 1. januar 2009, så kaldte "papegøjeplader"
5. Hvid med røde tegn bruges primært til cykelholdere, når denne dækker for bilens nummerplade. De ses dog også ofte på aftagelige kraner eller trucks der monteres bag på lastbiler, eller skikasser bag på busser, hvis udstyret dækker den almindelige nummerplade.
6. Blå med hvide tegn bruges af ambassadør- og diplomatkøretøjer.
7. Grønne med sorte tegn, senere røde med hvide tegn og siden 2011 gule med røde tegn. Disse bruges i lufthavne og starter med RF (RegistreringsFri). Disse køretøjer må kun køre på offentlig vej med dispensation eller med midlertidige prøveskilte, da forsikringen kun omfatter lufthavnens område.

### Specielle danske nummerplader
Forsvaret anvender nummerplader med sort baggrund og hvid skrift. Nummerpladen er opbygget af et mærke og fem cifre, hvor der mellem andet og tredje ciffer er et punktum. Alle nummerplader er udstyret med et gult værnsmærke for hhv. Hæren, Søværnet, Flyvevåbnet samt værnsfælles myndigheder.
Beredskabsstyrelsen anvender nummerplader med blå baggrund og orange skrift. Nummerpladen er opbygget af eget mærke, efterfulgt af et, to, tre eller fem cifre, der angiver køretøjets tilhørsforhold. Ved nummerplader med fem cifre er der et punktum mellem andet og tredje ciffer.
Kongehuset kan anvende egne nummerplader med gylden krone og et løbenummer på op til 3 cifre i hvidt.
Kommunale brandvæsener mv. har tilladelse til at bruge egne nummerplader med bogstav- og talangivelse på hver side af kommunens byvåben midt på nummerpladen. Nummerpladen kan begynde med KF.
Køretøjer på lukket bane kan have et skyggenummerplade begyndende med bogstaverne FF.
Ikke-registreringspligtige køretøjer i lufthavne anvender nummerplader med bogstavkombinationen RF og et femcifret tal. før 2011 var disse plader røde med hvid skrift. Enkelte grønne med sort skrift kan endnu ses. Siden 2011 har disse plader været reflekterende gule med rød skrift, både ved nyregistrering og erstatningsplader. 
Ældre faste prøveskilte er hvide og har to røde bogstaver og fire sorte tal. Nyere er stadig hvide, men har to bogstaver og to tal, kun i rød skrift. Disse anvendes af bilforhandlere og værksteder til prøvekørsel. Løse prøveskilte kan lejes af privatpersoner til prøvekørsel. Løse prøveskilte til private leveres oftest som selvklæbende folieskilt med i alt syv cifre i sort med gyldighedsdatoerne nedenunder. På løse prøveskilte angiver de to første cifre motorkontoret.
Grænsenummerplader har et rødt felt med bogstaverne DK og de to sidste cifre i udløbsåret i hvid skrift. Derudover er der et løbenummer på 5 cifre i sort. Grænsenummerplader anvendes når et køretøj ønskes udført af Danmark uden betaling af registreringsafgift.
Nordiske grænsenummerplader anvendes hvis et udenlandsk køretøj, som befinder sig i eller kører ind i Danmark, ikke opfylder kravene til registreringsnummer og registreringsattest. Nummerpladerne har fire røde cifre, hvoraf de to første angiver motorkontoret, efterfulgt af bogstaverne DK, ligeledes i rødt.
Blokvogne har hidtil haft særlige nummerplader med ordet BLOKVOGN øverst og et sekscifret tal nedenunder. De to første cifre angiver motorkontoret. På grund af registreringssystemet havde flere lande dog udfordringer med at verificere danske blokvogne på internationalt arbejde, og dette er en af grundene til at man er gået over til at registrere blokvogne og motorredskaber på de samme gule nummerplader som lastbiler.
Adgangen til ønskenummerplader (også kaldet personlige nummerplader eller navnenummerplader) blev vedtaget ved lov af 8. maj 1991, og ordningen trådte i kraft den 2. marts 1992. Ønskenummerpladerne blev indført efter svensk forbillede. I Sverige havde man haft ønskenummerplader siden 1988, og det havde haft en vis succes.
Ejeren kan selv vælge en bogstav- og tegnkombination. I modsætning til det begrænsede nummerpladealfabet på normale nummerplader, kan alle bogstaver, også Æ, Ø og Å, benyttes. Ingen skilletegn som punktum, apostrof eller bindestreg kan anvendes. En gang imellem ses sådanne tegn tilføjet af ejeren, fx når nummerpladen gengiver en webadresse. Der er i øvrigt følgende regler:
- Der skal være mindst 2 og højst 7 tal eller bogstaver på nummerpladen.
- Tegnkombinationen må ikke være en kombination der udgives i de normale serier.
- Tegnkombinationen må ikke være anstødelig eller være til ulempe, altså ikke FUCK U, RØV eller SATAN.

I modsætning til almindelige nummerplader følger ønskenummerplader ejeren i stedet for bilen. Hvis ejeren skifter bil, må vedkommende tage nummeret med. Retten til nummerpladen gælder i 8 år og koster 11.000 kr oven i den almindelige pris for nummerplader. Den kan fornyes for endnu 8 år for yderligere 11.000 kr. Retten til en nummerpladekombination kan ikke overdrages. 
Ønskenummerpladerne kan kun fås til personbiler og personmotorcykler, dvs. biler og motorcykler på almindelige hvide plader. Til biler kan man vælge mellem et sæt med to rektangulære nummerplader og et sæt med en rektangulær fornummerplade og en kvadratisk bagnummerplade. Til motorcykler udleveres en kvadratisk bagnummerplade.
På kvadratiske ønskenummerplader deles teksten et passende sted. Selv nummerplader med kun to tegn kan deles på kvadratiske plader med det ene tegn på den ene linje og det andet på den anden. Andre kvadratiske ønskenummerplader med meget korte tegnkombinationer har ifølge observationer alle tegn på den ene linje, enten den øverste eller den nederste, mens den anden er tom. Der er også observeret kvadratiske ønskenummerplader med tegnene på én linje hvor tegnene er centreret lodret på pladen, altså hvor linjen er placeret midt imellem det sted hvor den øverste og nederste linje normalt er.
Da den oprindelige skrifttype ikke indeholdt bogstaverne I, Q, W, Æ, Ø og Å, måtte disse tegnes. Da den oprindelige designer af skrifttypen, Naur Klint, i mellemtiden var død, blev opgaven med at tegne de nye bogstaver overdraget til bureauet Klint & Vejse (Lars Klint & Lise Vejse Klint).
Typografien på ønskenummerpladerne var i begyndelsen nærmest en fastbreddeskrift hvor smalle tegn som I og 1 optog lige så megen plads som brede tegn som M og W. Det betød, at der var stor luft omkring I'er. Denne løsning var måske fordelagtig i forbindelse med fremstillingen, men ikke særlig æstetisk. Derfor blev designet ændret, således at skrifttypen nu fremstår næsten som en proportionalskrift, hvor smalle tegn som I og 1 kun breder sig over den plads de har brug for. Den overskydende plads bliver så placeret på et hensigtsmæssigt sted. Eksempelvis vil der på nummerplader som CREDIT5 være et lille mellemrum mellem T og 5 som stammer fra at I'et optager mindre plads end de øvrige tegn.
Der er p.t. cirka 4.000 ønskenummerplader i brug.

### Andre fakta om danske nummerplader
Danske registreringsnumre genbrugtes (i modsætning til f.eks. svenske) ikke i CMR (det Centrale Motorregister), så system 1976 var tæt på at  udløbe inden man var klar med DMR (det Digitale Motorregister) som kan administrere nye registreringer på tidligere brugte numre. Inden genbrug genindførtes med det digitale register i 2011 strakte man det daværende system ved at tage forskellige bogstavserier i brug, som hidtil havde været udelukket. Til de nye papegøjeplader har man påbegyndt brug af GA, GB, GC osv. som oprindeligt var reserveret Grønland. Bogstavet F, som oprindeligt var reserveret Færøerne kan også bruges nu, idet både Grønland og Færøerne i forbindelse med selvstyre har etableret egne registre. Inden denne løsning havde man debatteret muligheden for plader med 3 bogstaver og 4 tal, og blandt andet derfor er visse ønskenummerplader med denne opbygning blevet afvist i perioden.
Sammen med nummerplader udleveres en registreringsattest, der (eventuelt som kopi) til tider skal medbringes under kørslen. Heraf fremgår det, hvem der ejer køretøjet, køretøjets stelnummer, eventuelt tilladt lasteevne, passagerantal og tilkoblingsanordninger (på dansk hedder det anhængertræk).
ca. 2011 (skulle have været 1/1-2008) blev der indført et nyt register, Det digitale Køretøjsregister, til afløsning af Centralregisteret for Motorkøretøjer. Det er nu blevet muligt at få nummerplader sendt fra både en bilforhandler og et motorkontor.
Som tidligere nævnt, det nye registersystem muliggør, at man genbruger tidligere numre, så når alle bogstavsmuligheder er udtømt, starter man forfra med AA.

### Danske nummerplader førhen
Se også Danske nummerplader 1903-68

I perioden 1903-1958 anvendtes nummerplader med ét bogstav (til venstre) og et løbenummer med op til 6 cifre (til højre). Bogstavet angav hvilket amt køretøjet var indregistreret i. Indtil 1908 var der frit farvevalg. Herefter skulle numrene være sorte på hvid baggrund. I 1919 blev nummerplade obligatorisk. Indtil da kunne man vælge om man ville bruge nummerplade eller male nummeret direkte på bilen. I perioden 1919-1921 havde nummerpladerne rødt bogstav og blå cifre. Bogstavet var mindre end tallene og bogstavets øverste kant flugtede med tallenes øverste kant. Nummerpladen skulle man fortsat selv fremstille eller lade fremstille. Fra 1921 blev nummerpladerne sorte med hvid skrift og leveredes af Politiet. Under bogstavet blev løbenummeret gentaget med små tal. Udførelsen var en malet metalplade. I 1930 overgik man til emaljerede nummerplader, og nummerpladerne fik politiets symbol – en hånd med øje i – under bogstavet. I 1950 forsvandt hånden igen, og bogstavet fik samme størrelse som tallene.
I perioden 1958-1968 anvendtes et nyt system hvor nummerpladerne havde to bogstaver og op til 5 cifre. De to bogstaver angav registreringsområdet. I perioden 1966-1968 blev dette system gradvis udfaset, og registreringen blev overtaget af Centralregisteret for Motorkøretøjer.

## Færøerne
På Færøerne havde de første nummerplader blot et politisymbol og et løbenummer. Udførelsen var i øvrigt som de danske i sort emalje med hvid skrift. Fra ca. 1950 brugte man nummerplader med bogstaverne Fø og et løbenummer. Omkring 1976 gik man over til hvide nummerplader med bogstavet F og et løbenummer i det nye danske design – dog var kanten sort, og ikke rød. I 1996 fik Færøerne deres helt eget nummerpladedesign med to bogstaver og tre cifre i blåt på en hvid plade. Til venstre på nummerpladerne er det færøske flag over bogstaverne FO.

## Grønland
Grønland fik nummerplader i 1968. De var som de danske i sort emalje med hvid skrift. De havde bogstavet G efterfulgt af en talgruppe på to cifre der angav hvor i Grønland køretøjet er hjemmehørende. Til højre var der en anden talgruppe med 3-4 cifre. Dette var et løbenummer. Imellem de to talgrupper var placeret et punktum. Ca. 1976 overgik man til reflekterende hvide nummerplader med bogstaverne GR i det nye danske design. Muligheden for 4 cifre i anden talgruppe bortfaldt. Som nationale kendingsbogstav bruges KN (tilsvarende grønlandsk Kalaallit Nunaat for grønlændernes land).

## Fodnoter
1. ↑  Nummerplader
2. ↑  nummerpladekombinationer
3. ↑  Liste over alle pladetyper i Danmark Arkiveret 17. september 2017 hos  Wayback Machine pr 6. juni 2012 på skat.dk hentet 30. januar 2019
4. ↑  Forsvarets og Beredskabsstyrelsens nummerplader
5. 1 2  Afmeld køretøj og destruer plader Arkiveret 7. oktober 2021 hos  Wayback Machine
6. ↑  SKAT spærrer for de frækkeste nummerplader, BT, 2. maj 2014
7. ↑  Ønskenummerplader og historiske nummerplader Arkiveret 27. januar 2019 hos  Wayback Machine på skat.dk

## Ekstern henvisning
- Oversigt over nummerplader Arkiveret 1. oktober 2005 hos  Wayback Machine
- https://www.legaldesk.dk/artikler/nummerplade